# Chuông Sigismund
Bản mẫu:Infobox bell
Chuông Hoàng gia Sigismund (tiếng Ba Lan: Królewski Dzwon Zygmunt hoặc Dzwon Zygmunta) là chuông lớn nhất trong năm chuông đang treo ở Tháp Sigismund của Nhà thờ chính tòa Wawel nằm ở thành phố Kraków của Ba Lan. Chuông được Hans Behem đúc năm 1520 và đặt theo tên của Vua Sigismund I của Ba Lan - người ra lệnh thực hiện công việc. Chuông nặng gần 13 tấn (28 ngàn pound) và cần 12 người để rung chuông. Chuông được rung vào các dịp đặc biệt, đa phần là những ngày lễ tôn giáo và lễ của quốc gia, và được xem là một trong những Biểu tượng quốc gia Ba Lan.

## Miêu tả
Phần thân của Chuông Sigismund được đúc bằng đồng và nặng 9,650 kg. Đường kính miệng là 242 cm và chiều cao của chuông là 241 cm. Thành của thân chuông dày từ 7 đến 21 cm. Chóp chuông được gắn vào một cái móc được làm từ gỗ sồi có chiều dài 308 cm và cao 219 cm. Bên trong chuông là một quả lắc Gothic được treo trên đai da có 12 lớp và được gắn vào một cấu trúc đỡ bằng sắt, tổng trọng lượng của chuông, đai và quả lắc là 365 kg.
Thân chuông được trang trí bằng các dòng chữ và hình ảnh. Một dòng chữ viết hoa Tiếng Latinh thời Phục Hưng được khắc quanh phần thân trên của hông chuông chỉ ra người tặng chuông và dâng chuông cho Chúa:
Deo Opt Max ac Virgini Deiparae sanctisque patronis suis divus Sigismundus Poloniae Rex 
 campanam hanc dignam animi operumque ac gestorum suorum magnitudine fieri fecit anno salutis 
 MDXX
Dòng chữ được dịch ra như sau: "Gửi đến Thiên Chúa vĩ đại và tốt nhất, và gửi đến Mẹ Trinh nữ của Thiên Chúa, Vua Sigismund nổi tiếng của Ba Lan cho đúc chuông này để xứng với sự vĩ đại trong tâm trí và các chiến công trong năm cứu rỗi 1520 của ông." Bên dưới dòng chữ là hai bản hình cổng vòm với các hình ảnh của các thánh (Kitô giáo). Bản bên dưới năm "MDXX" (1520 trong số La Mã) là của Thánh Sigismund, thánh quan thầy của chuông và của nhà vua - người cho đúc chuông, trong lễ phục hoàng gia và phù hiệu như một vua của Burgundy.
Phía khác của chuông là hình ảnh tương ứng của Thánh Stanislaus mặc áo choàng của giám mục, tay cầm một gậy mục tử như một tổng giám mục của Kraków. Stanislaus được tôn kính như một thánh bảo trợ của Nhà thờ chính tòa Wawel và mở rộng ra là của Kraków và của toàn Poland. Cả hai hình ảnh được đặt ở giữa các huy hiệu hình khiên mang phù hiệu áo giáp của hai quốc gia trong vương quốc của Sigismund I – Đại bàng Trắng của Vương quốc Ba Lan phía bên trái, và Hiệp sĩ của Đại Công quốc Litva phía bên phải.
Bên dưới mỗi hình ảnh là tên của thợ đúc chuông bằng tiếng Đức (bên dưới tên Thánh Sigismund) hoặc tiếng Latinh (bên dưới tên Thánh Stanislaus), cũng như biểu tượng dòng tộc của mình. Cả hai dòng chữ trích dẫn dưới đây, được dịch là "Hans Beham của Nürnberg".
| Hans Beham von Nurmberg | Ioannes Bohemus de Nurembergensis |

## Lịch sử

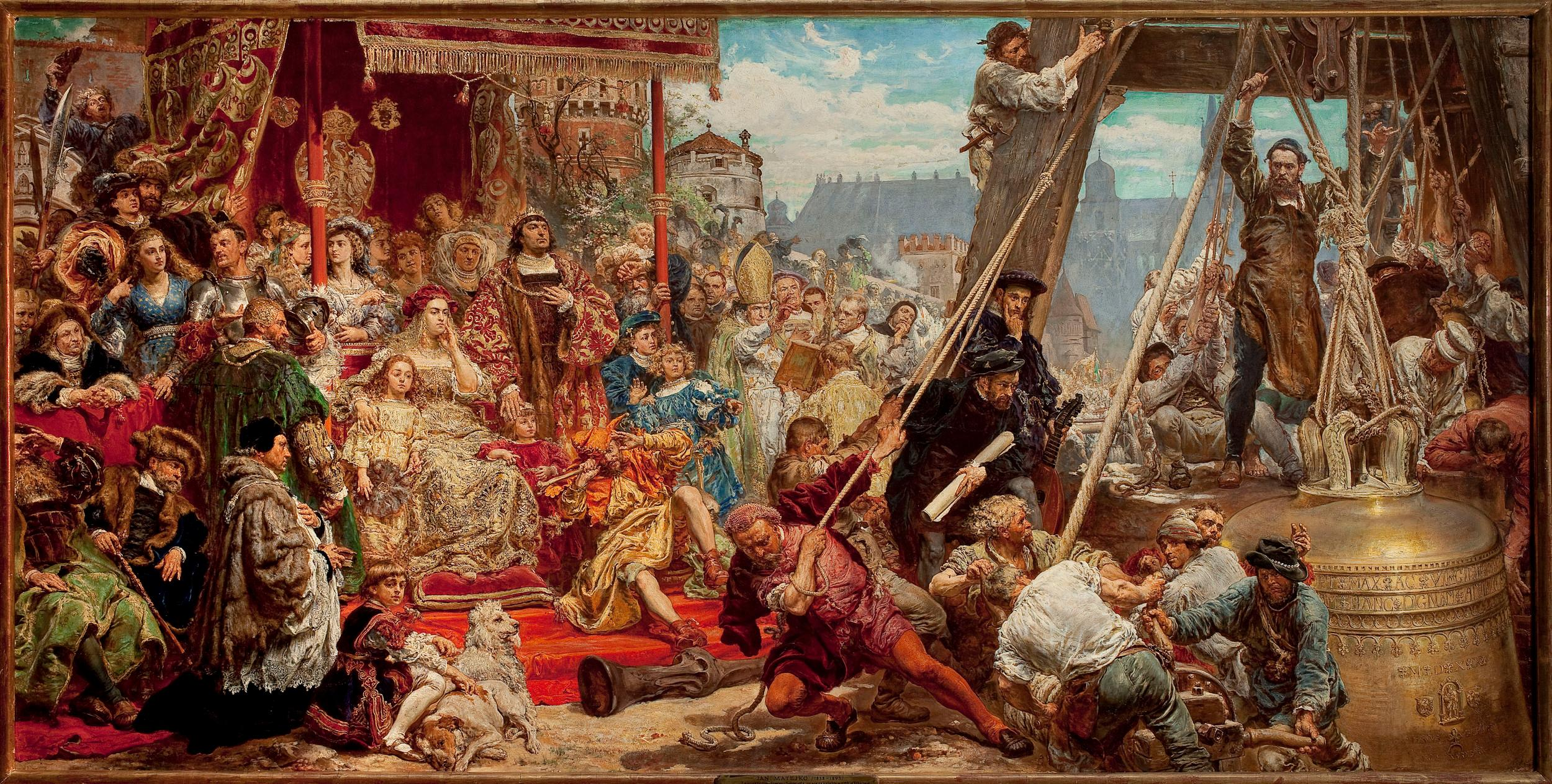
Vua Sigismund I cùng gia đình và quần thần đang theo dõi việc treo Chuông Sigismund vào năm 1521. Jan Matejko, Zawieszenie dzwonu Zygmunta (1874).

Sigismund I, Vua của Ba Lan và Đại Công tước Litva đã ra lệnh đặt Chuông Sigismund tại Nhà thờ chính tòa Wawel. Chuông được đúc bởi Hans Behem (hay Beham) of Nürnberg vào năm 1520. Behem đã thiết lập một xưởng đúc đặc biệt gần Cổng St. Florian ở Kraków  nơi ông cho rằng có thể sử dụng kim loại vụn lấy từ các khẩu đại bác được lực lượng Ba Lan - Litva thu được từ quân đội Muscovite trong Trận Orsha vào năm 1514. Một giải thích tương tự và rõ ràng là không chính xác khi xác định rằng nguồn kim loại là từ trận Obertyn (năm 1531). Chuông được treo ở Tháp Sigismund và được rung lần đầu tiên vào ngày 13 tháng 7 năm 1521.
Ngoài những ngày lễ tôn giáo và ngày lễ của quốc gia thì chuông được rung vào một số thời điểm quan trọng nhất trong lịch sử Ba Lan, bao gồm sự kiện Đức tấn công Ba Lan vào ngày 1 tháng 9 năm 1939, vào đêm trước thời điểm Ba Lan gia nhập Liên minh châu Âu vào ngày 30 tháng 4 năm 2004, trong mỗi dịp viếng thăm của Giáo hoàng Gioan Phaolô II, và sau tai nạn máy bay khiến Tổng thống Lech Kaczyński và nhiều quan chức cấp cao khác thiệt mạng vào ngày 10 tháng 4 năm 2010. Chuông cũng được rung lên trong các ngày tang lễ hay cải táng lại một số người Ba Lan vĩ đại như Adam Mickiewicz (1900), Nguyên soái Józef Klemens Piłsudski (1935), Tướng Władysław Sikorski (1993), Giáo hoàng Gioan Phaolô II (2005), và Lech Kaczyński cùng phu nhân (2010). Chuông vang lên trong những ngày lễ quốc gia Ba Lan trong thời kỳ bị phân chia (1795–1918) và trong thời gian của chế độ cộng sản (1945–1989), nên càng được củng cố vai trò của chuông như một biểu tượng quốc gia

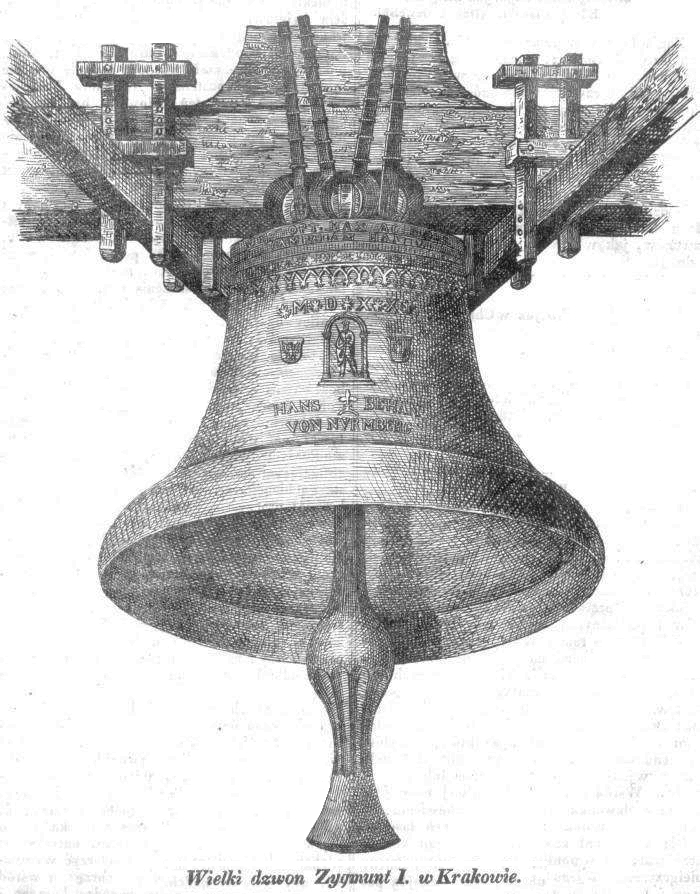
Chuông Sigismund trong một tờ in thạch bản năm 1841

Hans Frank, thống đốc chung của Chính phủ Chung đã ra lệnh rung Chuông Sigismund vào năm 1940 để kỷ niệm Đức chiến thắng Pháp. Sau cái chết của nhà độc tài Xô viết Iosif Vissarionovich Stalin vào năm 1953, chính quyền cộng sản Ba Lan yêu cầu rung chuông như một tín hiệu tang tóc. Khi những người rung chuông trong nhà thờ từ chối thực hiện thì binh lính đã được huy động để rung chuông, hoặc – tùy vào nguồn tài liệu – chuông được rung bởi một nhóm các nhà hoạt động cộng sản.
Ít nhất một lần chuông được rung lên do trò đùa của các bạn trẻ. Theo một vài người viết hồi ký thì năm 1882, Stanisław Estreicher, Józef Mehoffer, Henryk Opieński và Stanisław Wyspiański – trong những năm học trung học – đã lẻn vào tháp Sigismund và tìm cách rung chuông. Khi Wyspiański bị bắt, giám mục đã bày tỏ ước nguyện rằng chuông Sigismund sẽ vang lên trong lễ tang của chàng trai – và điều này thực sự đã xảy ra vào năm 1907. Một thử nghiệm được tiến hành vào năm 2011 để kiểm tra tính tin cậy của giai thoại này đã cho thấy rằng bốn thiếu niên không thể rung chuông đúng cách nhưng họ có thể khiến quả lắc di chuyển đủ để tạo ra âm thanh của chuông.
Quả lắc bằng sắt ban đầu của chuông đã thực hiện khoảng 12 triệu lần gõ trong suốt 479 năm lịch sử của mình. Trong thế kỷ 19, quả lắc bị hư hỏng và được sửa chữa vào các năm 1859, 1865 và 1876. Sau khi bị hỏng một lần nữa vào ngày 25 tháng 12 năm 2000, quả lắc bằng sắt được thay mới vào ngày 14 tháng 4 năm 2001 – do các công ty luyện kim ở Kraków chi trả và thực hiện đúc.

## Người rung chuông

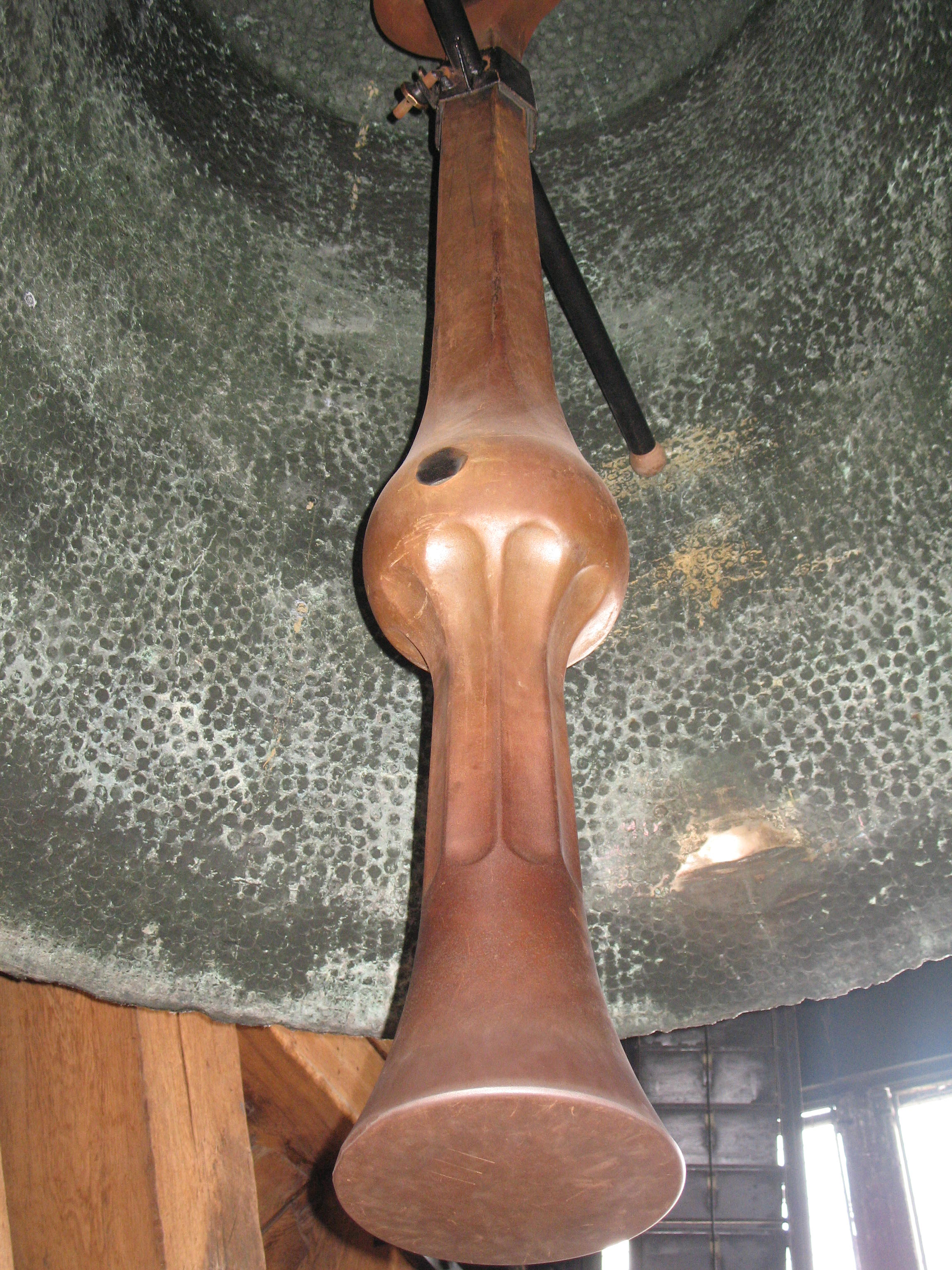
Quả lắc của Chuông Sigismund

Chuông Sigismund được vận hành bằng tay bằng cách kéo các dây thừng được gắn vào giá đỡ. Cần 12 người đàn ông, sáu người mỗi bên để rung chuông. 
Nhiệm vụ này đòi hỏi sức mạnh, sự phối hợp và thận trọng. Khi lắc, chuông thường kéo người rung chuông lên khỏi sàn nhà; trong giai đoạn giữa hai cuộc chiến tranh, một người đánh chuông đã vô tình tử vong khi chiếc chuông đẩy anh ta ra ngoài cửa sổ. Năm 1888, tăng hội chỉ định thời gian rung chuông là tám phút, nhưng trong một vài trường hợp, chuông có thể được rung 20 phút chẳng hạn như trong một lễ rước.
Vào thế kỷ 16, chuông được rung bởi những người nông dân của làng Świątniki Górne - cũng là những ngươi thực hiện các công việc vặt trong thánh đường. Trong vài thế kỷ sau đó, việc rung chuông được các thành viên của hội thợ mộc thực hiện. Từ giữa thế kỷ 20, đặc quyền rung chuông thuộc về 30 thành viên của Fraternity of Wawel Bell-Ringers (Bractwo Dzwonników na Wawelu) (tạm dịch: Hội anh em những người rung chuông Wawel). Những người rung chuông chủ yếu là thành viên của giới tri thức Kraków và tư cách hội viên thường được truyền từ cha sang con trai. Tính đến  năm 1998, chỉ có một thành viên nữ duy nhất trong hội này.
Người tham gia vào việc rung Chuông Sigismund ít nhất 50 lần trong suốt thời gian ít nhất 3 năm sẽ nhận được một phù hiệu hình quả chuông và dòng chữ: Dzwonnik Zygmunta ("Người rung Chuông Sigismund"). Các phù hiệu danh dự đôi khi cũng được trao cho người chưa bao giờ thực hiện rung chuông. Một huy hiệu danh dự độc nhất bằng vàng đã được trao cho Giáo hoàng Gioan Phaolô II.

## Các ngày rung chuông
Chuông thường được rung vào các ngày lễ chính của Kitô giáo, các ngày lễ quốc gia của Ba Lan, và các ngày lễ của các thánh quan thầy của chuông, của nhà thờ chính tòa, của Kraków hay của toàn Ba Lan. Chuông cũng được rung vào các dịp đặc biệt khác theo quyết định của tổng giám mục Kraków,  trong số những người khác được gọi vào ngày 5 tháng 1 năm 2023 - XV. Bênêđictô ở Vatican.

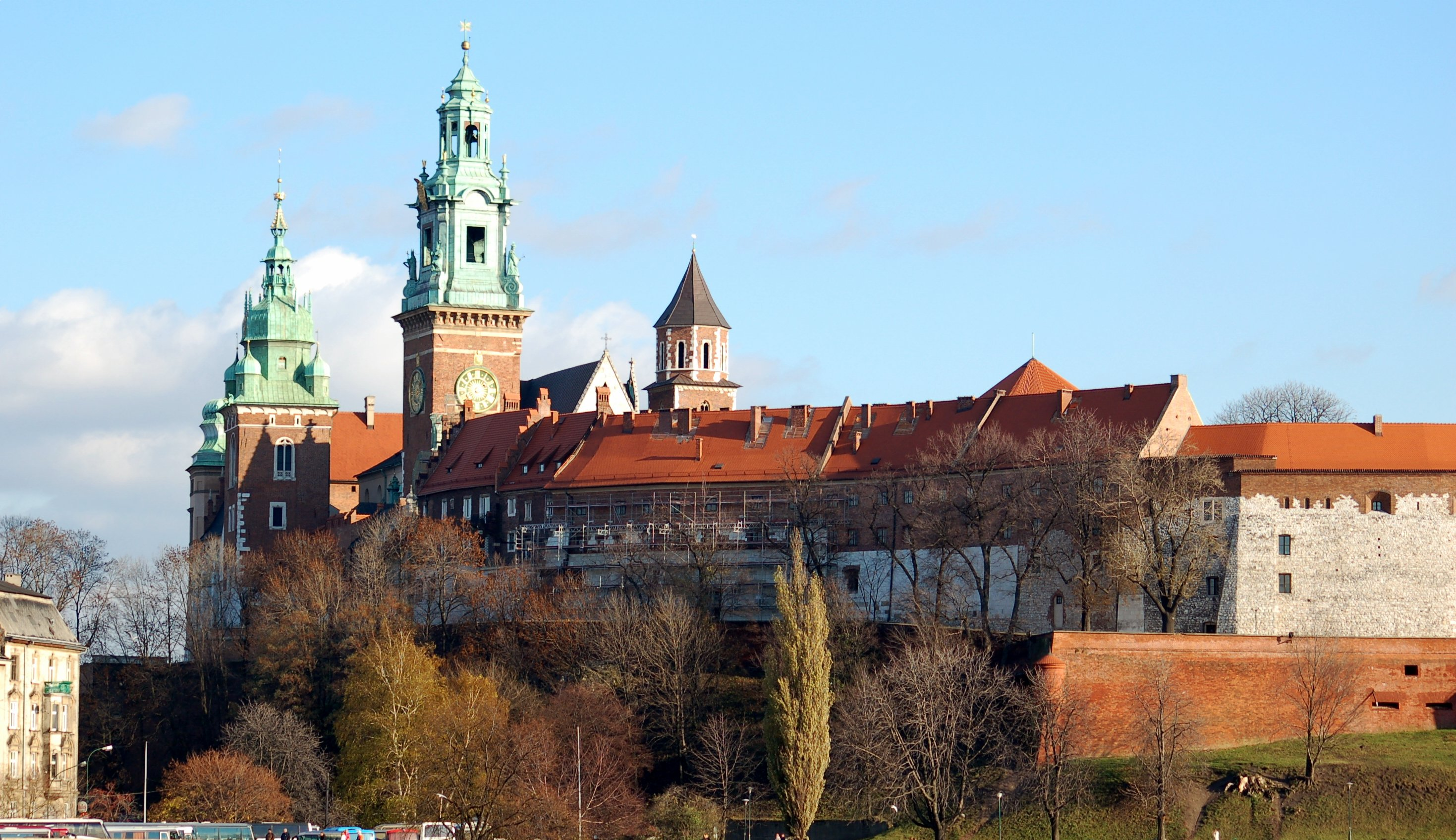
Tháp Sigismund là tháp ngoài cùng bên trái trong ba tháp của Nhà thờ chính tòa Wawel.

| Sự kiện                                          | Ngày             |
| ------------------------------------------------ | ---------------- |
| Lễ Đức Maria, Mẹ Thiên Chúa                      | ngày 1 tháng 1   |
| Lễ Hiển Linh                                     | ngày 6 tháng 1   |
| Chúa nhật Lễ Lá                                  | thay đổi tùy năm |
| Thứ bảy Tuần Thánh                               | thay đổi tùy năm |
| Lễ Phục Sinh                                     | thay đổi tùy năm |
| Lễ Phục Sinh ngày thứ hai                        | thay đổi tùy năm |
| Chúa Nhật Lòng Chúa Thương Xót                   | thay đổi tùy năm |
| Ngày lễ Thánh Sigismund                          | ngày 2 tháng 5   |
| Ngày Hiến pháp; Ngày Đức Mẹ, Nữ hoàng của Ba Lan | ngày 3 tháng 5   |
| Ngày lễ Thánh Stanislaus                         | ngày 8 tháng 5   |
| Rước kiệu Thánh Stanislaus                       | thay đổi tùy năm |
| Lễ Thăng Thiên                                   | thay đổi tùy năm |
| Lễ Chúa Thánh Thần Hiện Xuống                    | thay đổi tùy năm |
| Ngày lễ Thánh Hedwig                             | ngày 8 tháng 6   |
| Corpus Christi                                   | thay đổi tùy năm |
| Lễ Thánh Phêrô và Phaolô                         | ngày 29 tháng 6  |
| Lễ Đức Mẹ Lên Trời; Ngày Quân đội Ba Lan         | ngày 15 tháng 8  |
| Ngày lễ Thánh Václav                             | ngày 28 tháng 9  |
| Ngày lễ Thánh Gioan Phaolô II                    | ngày 22 tháng 10 |
| Lễ Các Thánh                                     | ngày 1 tháng 11  |
| Lễ Các Đẳng                                      | ngày 2 tháng 11  |
| Lễ quốc khánh                                    | ngày 11 tháng 11 |
| Lễ Chúa Kitô Vua                                 | thay đổi tùy năm |
| Đức Mẹ vô nhiễm nguyên tội                       | ngày 8 tháng 12  |
| Đêm vọng Lễ Giáng Sinh                           | ngày 24 tháng 12 |
| Lễ Giáng Sinh                                    | ngày 25 tháng 12 |
| Ngày thứ hai của Lễ Giáng Sinh                   | ngày 26 tháng 12 |